# No somos nada (álbum de La Polla Records)
«No somos nada» es el tercer álbum de larga duración editado por el grupo La Polla Records. También así se titula el primer tema del mismo.[cita requerida]
En 1986 el grupo decidió fundar su propio sello discográfico, «Txata Records» y editar su tercer disco. En ese mismo año, la banda participó en el concierto por las fiestas de San Isidro en Madrid, cuando presentaron algunas nuevas canciones. En ese festival hubo incidentes entre la policía y el público. Luego, la producción se demoró debido a una serie de inconvenientes durante el resto del año. El LP pasó por tres fases diferentes y se publicó en 1987.[cita requerida]
En una entrevista en 2019, Evaristo Páramos dijo que había compuesto la letra de la canción «No somos nada» en un hotel de Albox —Almería—, durante una estancia allí para actuar por primera vez en el festival Rock Albox, y que la dejó impresa con un rotulador en la puerta de un armario, por falta de papel. Por tanto, se deduciría que su letra se escribió el 31 de octubre de 1985, fecha de dicha actuación. [cita requerida]

## Canciones
1. No somos nada - 2:45
2. Socios a la fuerza - 1:15
3. Otro militar - 0:56
4. Todo por la patria - 0:50
5. Sí hay futuro - 2:58
6. Jamaica - 2:37
7. Tu más enérgica repulsa - 1:09
8. Señores del jurado - 2:24
9. Progreso y ciencia - 1:59
10. Real como la vida misma - 1:12
11. La justicia - 2:25
12. Cáncer - 1:04
13. Quiero ver - 1:20
14. Qué paz - 2:43
15. Pitufaré - 1:58
16. Odio a los partidos - 1:58
17. Hipócritas - 1:48
18. Las marras - 1:39
19. Mentiras post - 1:05
20. Los perros, la carne - 1:36
21. Súbete los pantalones - 2:20

## Personal
- Evaristo: Voz.
- Txarly: Guitarra solista, coros.
- Sume: Guitarra rítmica, coros.
- Abel: Bajo.
- Fernandito: Batería, coros.

### Colaboradores
- Xosé Avilés, gaitero de Dixebra: Gaita asturiana en «No somos nada».
- Carlos Mahoma, cantante de RIP: Coros en  «No somos nada» y «Las Marras».
- Natxo Etxebarrieta, cantante de Cicatriz: Coros en «Las Marras».
- Diseño de carpeta: Santi Orúe.

- Datos: Q10976080